# Буржовиль
Буржови́ль (фр. Bourgeauville) — коммуна во Франции, находится в регионе Нижняя Нормандия. Департамент коммуны — Кальвадос. Входит в состав кантона Дозюле. Округ коммуны — Лизьё.
Код INSEE коммуны — 14091.

## Население
Население коммуны на 2010 год составляло 139 человек.
| 1962 | 1968 | 1975 | 1982 | 1990 | 1999 | 2010 |
| ---- | ---- | ---- | ---- | ---- | ---- | ---- |
| 135  | 147  | 113  | 123  | 144  | 150  | 139  |

## Экономика
В 2010 году среди 95 человек трудоспособного возраста (15—64 лет) 67 были экономически активными, 28 — неактивными (показатель активности — 70,5 %, в 1999 году было 66,3 %). Из 67 активных жителей работали 64 человека (35 мужчин и 29 женщин), безработных было 3 (1 мужчина и 2 женщины). Среди 28 неактивных 11 человек были учениками или студентами, 6 — пенсионерами, 11 были неактивными по другим причинам.